# Peter Eisenman
Pour les articles homonymes, voir Eisenman.
 (avril 2016).
Si vous disposez d'ouvrages ou d'articles de référence ou si vous connaissez des sites web de qualité traitant du thème abordé ici, merci de compléter l'article en donnant les références utiles à sa vérifiabilité et en les liant à la section « Notes et références ».
Peter David Eisenman est un architecte et théoricien américain, né le 11 août 1932 à Newark. Il vit et travaille à New York. Il est devenu la figure majeure de la déconstruction architecturale, celui qui régulièrement a intégré de façon explicite un questionnement philosophique dans son processus de conception. La fragmentation par Eisenman des modèles architecturaux traditionnels s'inspire de concepts philosophiques et linguistiques, notamment des idées de Friedrich Nietzsche et de Jacques Derrida, ainsi que du linguiste Noam Chomsky. 

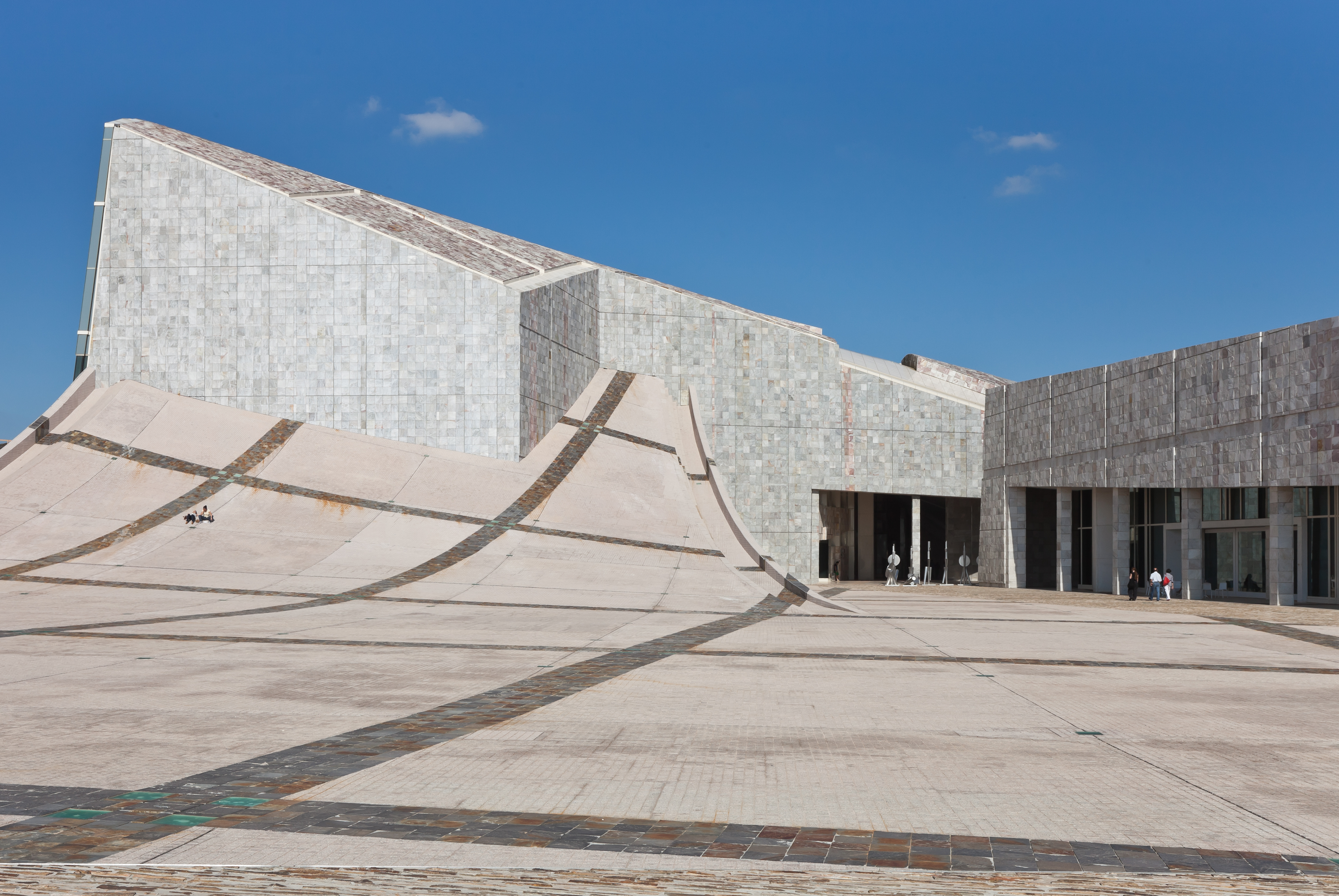
Centre culturel (Cidade da cultura) à Saint-Jacques-de-Compostelle.

## Biographie
Peter Eisenman a obtenu une licence (bachelor) en architecture de l'Université Cornell en 1955, une maîtrise en architecture de l'Université Columbia, une maîtrise et un doctorat de l'Université de Cambridge en 1963. Peter Eisenman est professeur titulaire de la chaire d'Architecture Irwin S. Chanin à la « Cooper Union », à New York et professeur invité à l’Université de Princeton. En 1967, il a fondé « l'Institute for Architecture and Urban Studies » à New York et y a ouvert son agence d’architecture en 1980. Peter Eisenman a été rédacteur en chef de la revue Oppositions. Il a publié de nombreux essais, articles et livres. Ses publications comprennent, notamment, Houses of Cards, cities of artificial Excavation ?
Depuis l’ouverture de son agence à New York, Eisenman a développé une cinquantaine de projets de natures et d’échelles diverses. Il a concrétisé ses idées en réalisant une série de maisons numérotées, comme la House I (1967-1968) à Princeton (New Jersey) ou la House II (1969-1970) à Hardwick (Vermont). « Ces constructions expérimentales renvoient à la géométrie rigide et aux plans rectangulaires de l'architecture moderne, mais de manière jusqu'au-boutiste dans l'emploi théorique de certains éléments, comme des escaliers qui ne mènent nulle part ou des colonnes dépourvues de toute fonction de support. Eisenman rejette ainsi le fonctionnalisme qui domine en grande partie l'architecture moderne ». De nombreux projets ont été lauréats de concours, mais tous ne sont pas construits. Ses réalisations significatives sont House VI (1972-1975) à Cornwall (Connecticut), le Wexner Center for the Visual Arts, l’Aronoff Center for Design and Art aux États-Unis, le IBA Social Housing à Berlin et le Koizumi Sangyo Office Building et le Nunotami Headquaters Building au Japon. Eisenman a remporté récemment plusieurs concours importants dont le Mémorial aux Juifs assassinés d'Europe à Berlin ou bien le centre culturel de Saint-Jacques-de-Compostelle en Galice.

## Position critique
- Si vous ne connaissez pas le sujet, laissez ce bandeau (vous pouvez alors contacter les auteurs).
- Si vous supprimez le contenu mis en cause (vous pouvez préalablement contacter les auteurs),

argumentez précisément cette suppression dans la page de discussion
(un manque de référence n'est pas un argument ; une recherche réelle de référence doit avoir été effectuée, être formellement documentée).

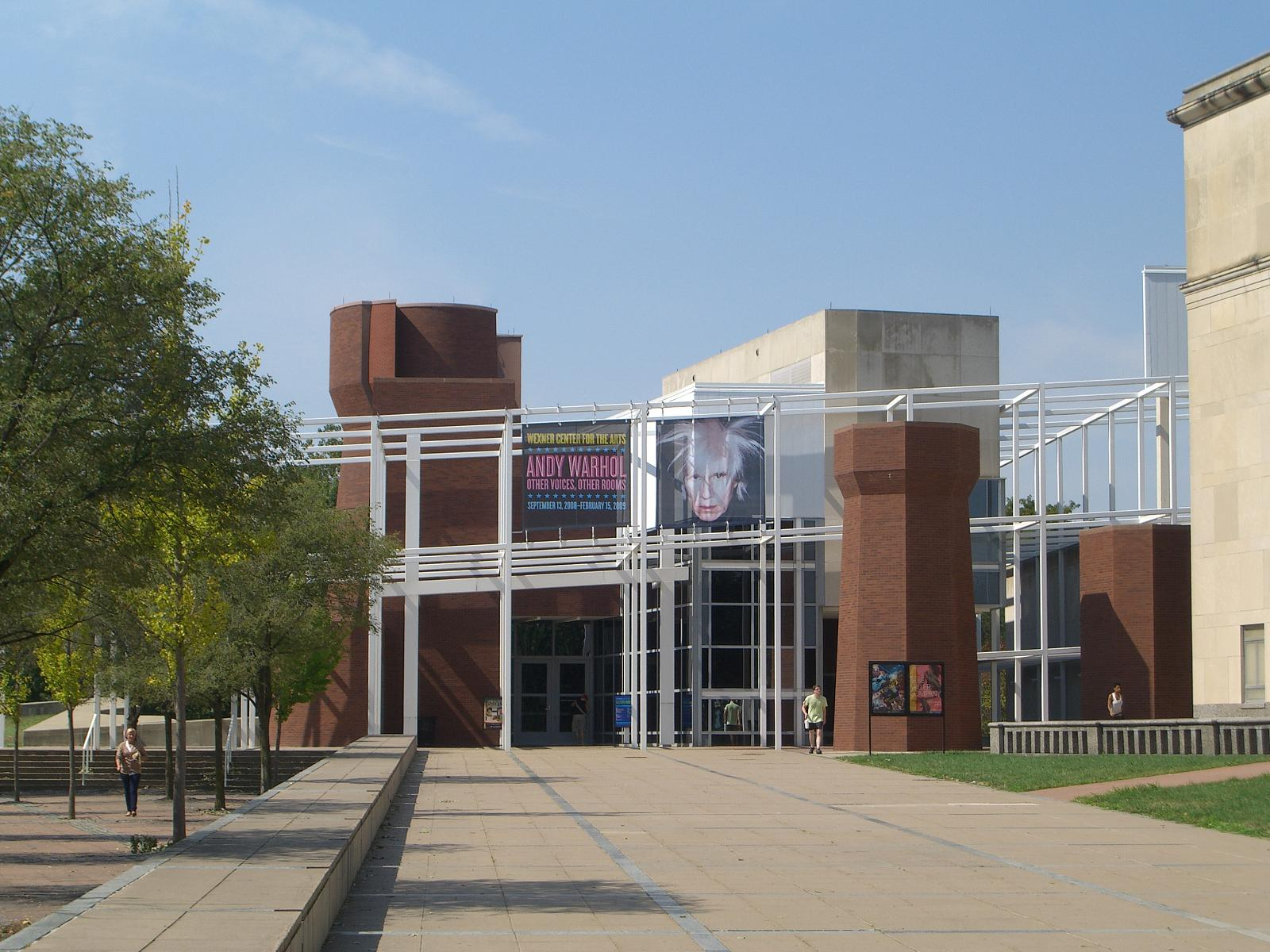
Wexner Center for the Visual Arts, États-Unis.

Dès l’origine de son travail, Eisenman esquisse une réflexion sur la forme afin de rompre radicalement avec le rationalisme industriel issu de la tradition moderne dans les années 1960. Son travail de doctorat intitulé « The Formal Basis of Modern Architecture » se présente comme une alternative aux analyses édictées principalement par les théoriciens et historiens Colin Rowe (1920-1999) et Rudolf Wittkower (1906-1971).
On pourrait songer que la volonté initiale de réforme d’Eisenman se fonde sur une double constatation : d'une part, que l’homme en cette période « post-nucléaire » évolue dans un monde qui n’a plus de statut idéal unitaire, mais un statut multiple, complexe et fragmenté ; d'autre part, comme pour l’analyse derridienne du langage, Eisenman critique la soumission de l’architecture à la métaphysique de la « présence ». Les notions auxquelles est rattachée, en architecture, la métaphysique de la présence sont principalement pour Eisenman les notions d’unité et d’origine. Ces notions sont, selon lui, issues du désir nostalgique de l’homme de savoir d’où il vient et de celui de se situer par rapport à son univers. L’homme occupe alors une place au centre du processus architectural et des notions telles que l’esthétique, la fonction, le programme ou l’échelle sont soumises à une dimension anthropocentrique. Le statut de l’homme est devenu pour Eisenman incertain et fragmenté et, de ce fait, le questionnement théologique sur l’origine ne correspond plus à notre époque et enferme la production architecturale dans des présupposés, tels que le centre, la hiérarchie, l’ordonnance, la fermeture ou la fonctionnalité, qui nivellent l’expression architecturale.
Par conséquent, la géométrie platonicienne des polyèdres réguliers ne peut plus exprimer, du fait de sa « pureté » intrinsèque, ce statut complexe et fragmenté. Faire de l’architecture « moderne » aujourd’hui, pour Eisenman, n’a plus de sens. C’est de l’ordre du simulacre au sens de Baudrillard, « un signe commence à se reproduire ou à « simuler » une fois que la réalité qu’il représente est morte », car le système de valeurs représenté n’a précisément plus de valeur.
La déconstruction affirme en effet l’existence d’un système général du sens hors des oppositions traditionnelles de la métaphysique et du langage institutionnalisé qui en découle. Le recours à la déconstruction est utilisé pour mettre en question la tradition, soit la façon dont la culture occidentale a hiérarchisé ses normes et ses valeurs en architecture et par l’architecture. Pour Eisenman, il faut remettre en cause les notions d’unité et d’origine afin d’affranchir l'architecture de la métaphysique traditionnelle, la « métaphysique de la présence, en termes derridiens, pour mettre à bas l’idéal classique de l’œuvre architecturale « intemporelle, signifiante et vraie ».
Cette « déconstruction » s'appellera « décomposition » chez Eisenman et prendra assez vite l'aspect d'une contestation des modes traditionnels de conception et de réception de l’œuvre architecturale. C'est probablement ce faisceau de contestations qui fait qu’il considère son architecture comme un acte politique. Ce processus de décomposition entend déstabiliser trois relations. D’une part la relation entre l’architecture et son système de représentations, ses signes. D'autre part la relation entre l’objet architectural et le processus de conception, enfin la relation ultime entre l’architecture et l’homme. L’architecture doit s’afficher comme un processus autonome, où la forme est libre de toute contingence anthropologique et renvoie avant tout à elle-même.
La déconstruction rejette aussi, en tant que préjugé logocentrique, la domination du concept signifié sur le signifiant, « l’expression », et donc du sujet pensant sur l’objet. L’art, ou plutôt l’expression artistique, peut et doit se soustraire à l’ordre « métaphysique », et la beauté s’organiser, comme le dit Derrida, du côté du « non savoir ».